# Catocala amnonfreidbergi
Catocala amnonfreidbergi là một loài bướm đêm thuộc họ Erebidae. Nó là loài đặc hữu của the Levant.
Sải cánh dài khoảng 73 mm. Con trưởng thành bay vào tháng 7. Có thể có một lứa một năm.